# Svetlana Badulina
Svetlana Mikhaylovna Badulina (em russo:  Светлана Михайловна Бадулина; Moscou, 26 de outubro de 1960) é uma ex-jogadora de voleibol da Rússia que competiu pela União Soviética nos Jogos Olímpicos de 1980.
Em 1980, ela fez parte da equipe soviética que conquistou a medalha de ouro no torneio olímpico, no qual atuou em três partidas.